# V495 Возничего
V495 Возничего (лат. V495 Aurigae) — двойная затменная переменная звезда типа Алголя (EA) в созвездии Возничего на расстоянии приблизительно 3887 световых лет (около 1192 парсеков) от Солнца. Видимая звёздная величина звезды — от +13,28m до +12,72m. Орбитальный период — около 1,0464 суток.

## Характеристики
Первый компонент — жёлто-белая звезда спектрального класса F. Радиус — около 2,31 солнечных, светимость — около 8,804 солнечных. Эффективная температура — около 6545 К.